# Oscar Jockel

Oscar Jockel (2021)

Oscar Jockel (* 24. Dezember 1995 in Regensburg) ist ein deutscher Dirigent und Komponist.
Er erhielt für sein Schaffen als Komponist und Dirigent den Herbert-von-Karajan-Preis, der ihm im Rahmen der Salzburger Osterfestspiele 2023 überreicht worden ist.

## Leben
Oscar Jockel hat drei Geschwister und wuchs gemeinsam mit seinem Bruder bei seiner Mutter in Regensburg auf. Er entwickelte bereits in früher Kindheit eine außergewöhnliche Affinität zu Klang und musikalischem Ausdruck. Ursächlich hierfür dürfte eine seltene Entwicklungsverzögerung des Innenohrs gewesen sein, bei der er tiefe und hohe Frequenzen ausgeprägt gut, jedoch mittlere Frequenzen im Sprachbereich schlechter wahrnahm. Unter wissenschaftlicher Begleitung der Universität Regensburg entwickelte er bis zu seiner Jugend ein überdurchschnittliches sowie absolutes Gehör.
Seine musikalische Grundausbildung erhielt er bei den Regensburger Domspatzen unter Leitung des Domkapellmeisters Roland Büchner. Dort kam er mit der Musik ihrer über 1000-jährigen Schulgeschichte vom gregorianischen Choral über Palestrina bis hin zu den großen Chor-Orchesterwerken in Berührung. Gefördert durch ein Stipendium des Deutschen Bundestags war er 2011/12 im Rahmen des Parlamentarischen Patenschafts-Programms als Juniorbotschafter in den USA, wo er zudem ein Vorbereitungsprogramm für Medizin absolvierte und Klavier- und Kompositionsunterricht an der St. Thomas University in St. Paul erhielt.
An der Universität Mozarteum Salzburg studierte Jockel Komposition, Dirigieren, Chorleitung und Musiktheorie sowie an der Universität für Musik und darstellende Kunst Graz Komposition bei Klaus Lang. In Paris vertiefte er am Conservatoire National Supérieur de Musique et de Danse sein Dirigierstudium bei Alain Altinoglu und sein Kompositionsstudium bei Frédéric Durieux. Er absolvierte Meisterkurse bei Paavo Järvi und dessen Vater Neeme Järvi an der Järvi Conducting Academy in Estland und am Tanglewood Music Centre mit Stefan Asbury und Andris Nelsons sowie im Aspen Music Festival mit Robert Spano.
Während seiner Studienzeit wirkte er als Organist an der Franziskanerkirche Salzburg und unterrichtete als Lehrbeauftragter für Komposition am Salzburg College. 2019 folgte er einer Einladung als Gastdozent für algorithmische Komposition an das Indian Institute of Technology in Hyderabad.
Er lebt in einem steirischen Bergdorf aus dem 13. Jahrhundert, und in Berlin.

## Dirigent
Oscar Jockel war von 2022 bis 2024 Dirigierassistent bei den Berliner Philharmonikern für Kirill Petrenko und für zwei Jahre Dirigierstipendiat der Karajan-Akademie, nachdem er beim Dirigierwettbewerb in der Philharmonie Berlin 2021 als Gewinner hervorging. 2021 gewann Jockel auch den Dirigierwettbewerb an der Pariser Philharmonie und trat in der Folge für zwei Saisonen eine Stelle als Dirigierassistent beim Ensemble intercontemporain unter der Leitung von Matthias Pintscher an.
In der Saison 2021/22 gab Jockel sein Dirigierdebüt im Gewandhaus zu Leipzig mit der Sinfonietta des Gewandhausorchesters sowie im Brucknerhaus Linz mit dem Bruckner Orchester Linz. Beim Internationalen Beethovenfest Bonn 2021 dirigierte er das Bundesjugendorchester (BJO) mit einem eigenen Werk.
Als Dirigent und Dirigierassistent, unter anderem von Sir Simon Rattle, Esa-Pekka Salonen, Reinhard Goebel oder Hartmut Haenchen, arbeitete er mit zahlreichen renommierten Orchestern zusammen, unter anderem mit dem Symphonieorchester des Bayerischen Rundfunks, der Sächsischen Staatskapelle Dresden, dem Philharmonia Orchestra in London, dem Beethoven Orchester Bonn, dem Münchner Kammerorchester, dem Klangforum Wien, dem Verbier Festival Chamber Orchestra, dem Cyprus Symphony Orchestra oder der Deutschen Kammerphilharmonie Bremen.

## Komponist
Das Werk von Oscar Jockel ist vielfältig und umfasst Werke für Soloinstrumente und Kammermusik über Klanginstallationen bis hin zu Orchesterwerken. Komposition nimmt in seinem musikalischen Schaffen den gleichen Rang ein wie seine Tätigkeit als Dirigent. Bereits während seiner Schulzeit wurde er mit Kompositionen beauftragt.
Seine im Auftrag der Internationale Stiftung Mozarteum komponierte und von der Kritik gefeierte Oper Lob des Schattens wurde im Januar 2018 in Salzburg uraufgeführt.
In der Saison 2020/21 war Jockel der erste Composer in Residence in der Geschichte des Brucknerhauses Linz. Hierfür entstand eine große Bandbreite an Werken für Orchester, Kammermusik, Solomusik und elektronische Musik.
Jockel wird von herausragenden Orchestern als innovativer und klangsensibler Komponist geschätzt. Er komponierte Werke für zahlreiche Auftraggeber, unter anderem die Berliner Philharmonie, den Wiener Musikverein, das Gewandhausorchester, die Camerata Salzburg oder das Brucknerhaus Linz.

## Preise und Auszeichnungen (Auswahl)
- Gewinner des Orgelkompositionswettbewerbs der Anton Bruckner Privatuniversität und Brucknerhaus Linz (2019)
- Aspen Conducting Prize (2021)
- Gewinner des Dirigierwettbewerbs für das Siemens Conductor Scholarship (2021)
- Gewinner des Franco Donatoni Kompositionswettbewerbs (2021)
- Herbert von Karajan-Preis (2023)